# Millefioriglas

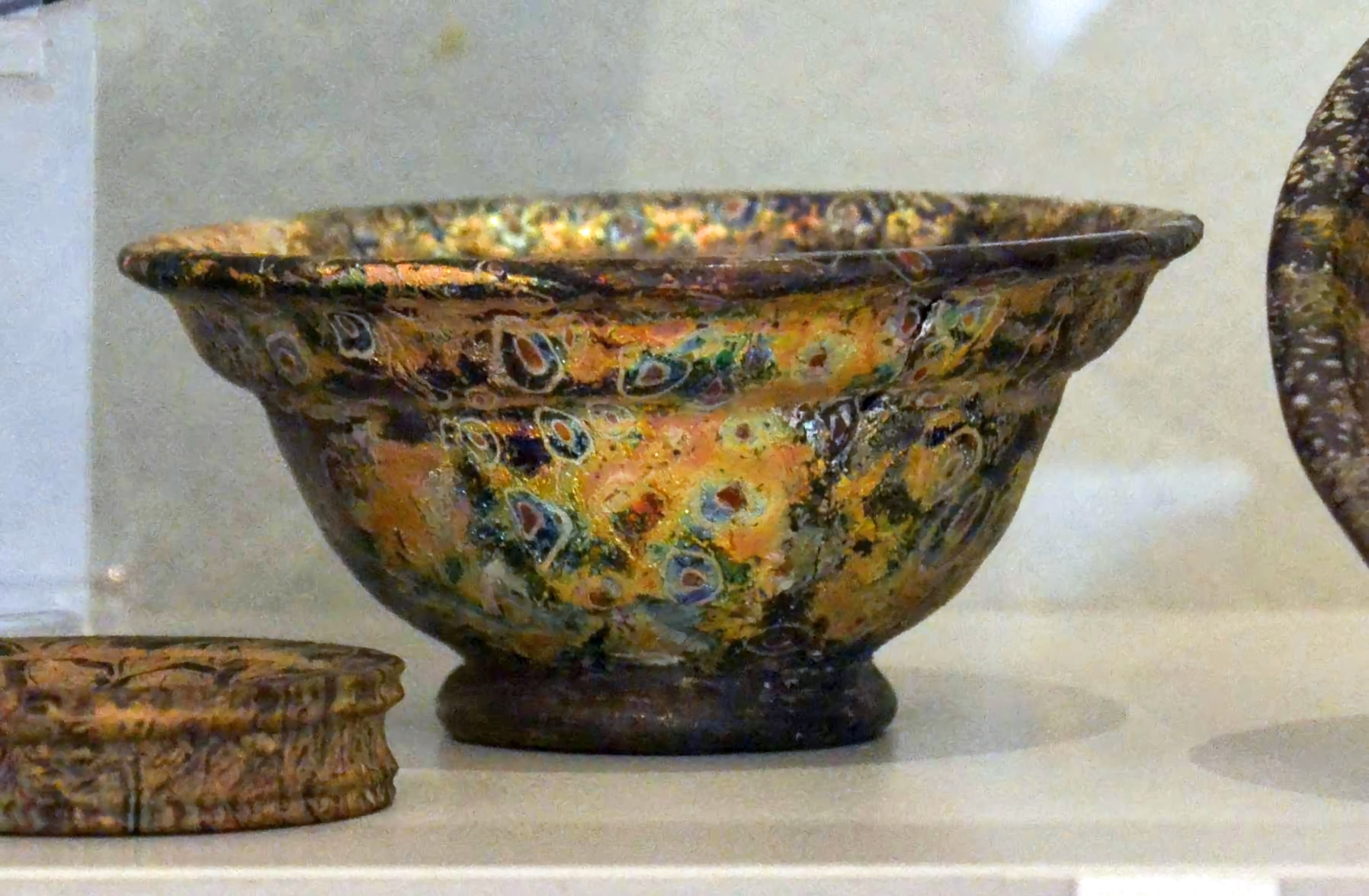
Römisches Acetabulum aus Millefiori-Opakglas mit farbigen Ornamenten, in der Form geschmolzen; hergestellt zwischen dem 1. Jahrhundert v. und n. Christus, östlicher Mittelmeerraum; heute in der Antikensammlung Berlin

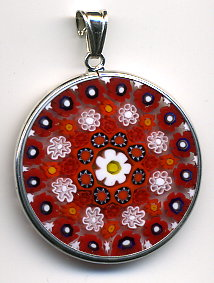
Schmuck mit Millefiori-Motiven aus Murano

Millefioriglas (von italienisch Millefiori „tausend Blumen“) ist eine seit der Antike bekannte Form der Glasware. Millefioriglas wird hergestellt, indem entweder ein Glasstab mit immer neuen, verschiedenfarbigen Glasschichten überzogen wird, oder aber mehrere bunte Glasstäbe zu einem größeren verschmolzen werden. Von diesen Stäben werden dann Scheiben abgeschnitten, welche auf Italienisch und Englisch als Murrine (Singular Murrina) bezeichnet werden. Diese Plättchen, Scheiben oder Bänder werden anschließend in einer Form ausgelegt und dann langsam geschmolzen. Es wurden also Techniken des Überfangglases und des Fusings verwendet. Nach dem Abkühlen entstehen opake Gefäße, die innen wie außen dieselben Muster aufweisen.
In der Antike waren Italien und der östliche Mittelmeerraum Produktionszentren dieses aufwendig herzustellenden Glases. Sie erfreuten sich vor allem in der beginnenden Kaiserzeit großer Beliebtheit. Hergestellt wurden verschiedene Gefäße, insbesondere Teller, Schüsseln und Schälchen, aber auch Perlen, Schmucksteine, Anhänger und Miniaturen. Im frühneuzeitlichen Venedig wurde das Glas erneut in größerer Zahl produziert. In dieser Zeit kam das Glas auch zu seinem Namen.
Im 19. Jahrhundert war die Herstellungstechnik in Vergessenheit geraten. Auf Anregung von Heinrich von Minutoli  stellten verschiedene Glasmacher Versuche zur Wiederentdeckung der Herstellungstechniken an. Wilhelm Fuss und Franz Pohl, die in der Glashütte von Matterne in Hoffnungsthal in Schlesien tätig waren, experimentierten mit der Herstellung von Mosaikgläsern. Im Sommer 1833 gelang es Fuss, unter Mitwirkung des Direktors des Berliner Gewerbeinstituts, Beuth.
Die Technik wird bis heute für Schmuckglas verwendet. Dem Millefioriglas ist das Mosaikglas ähnlich. Eine Weiterentwicklung ist das Fadenglas.

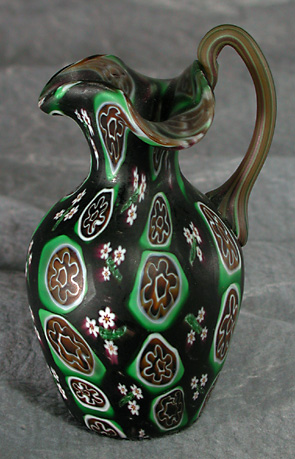
Kanne, um 1900
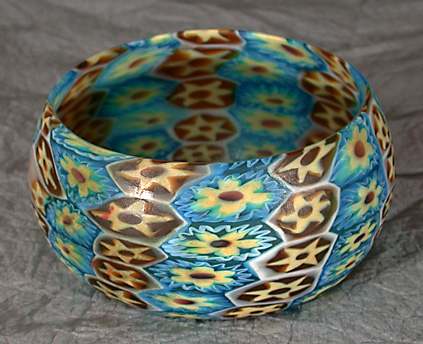
Schale, um 1910
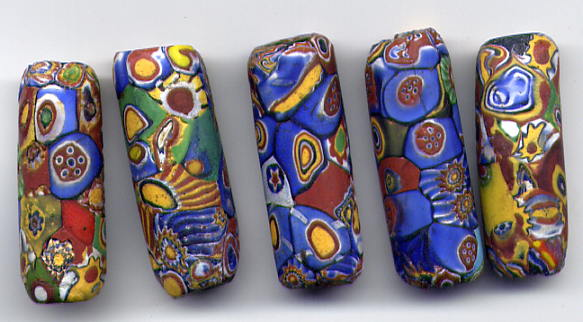
Perlen, um 1920
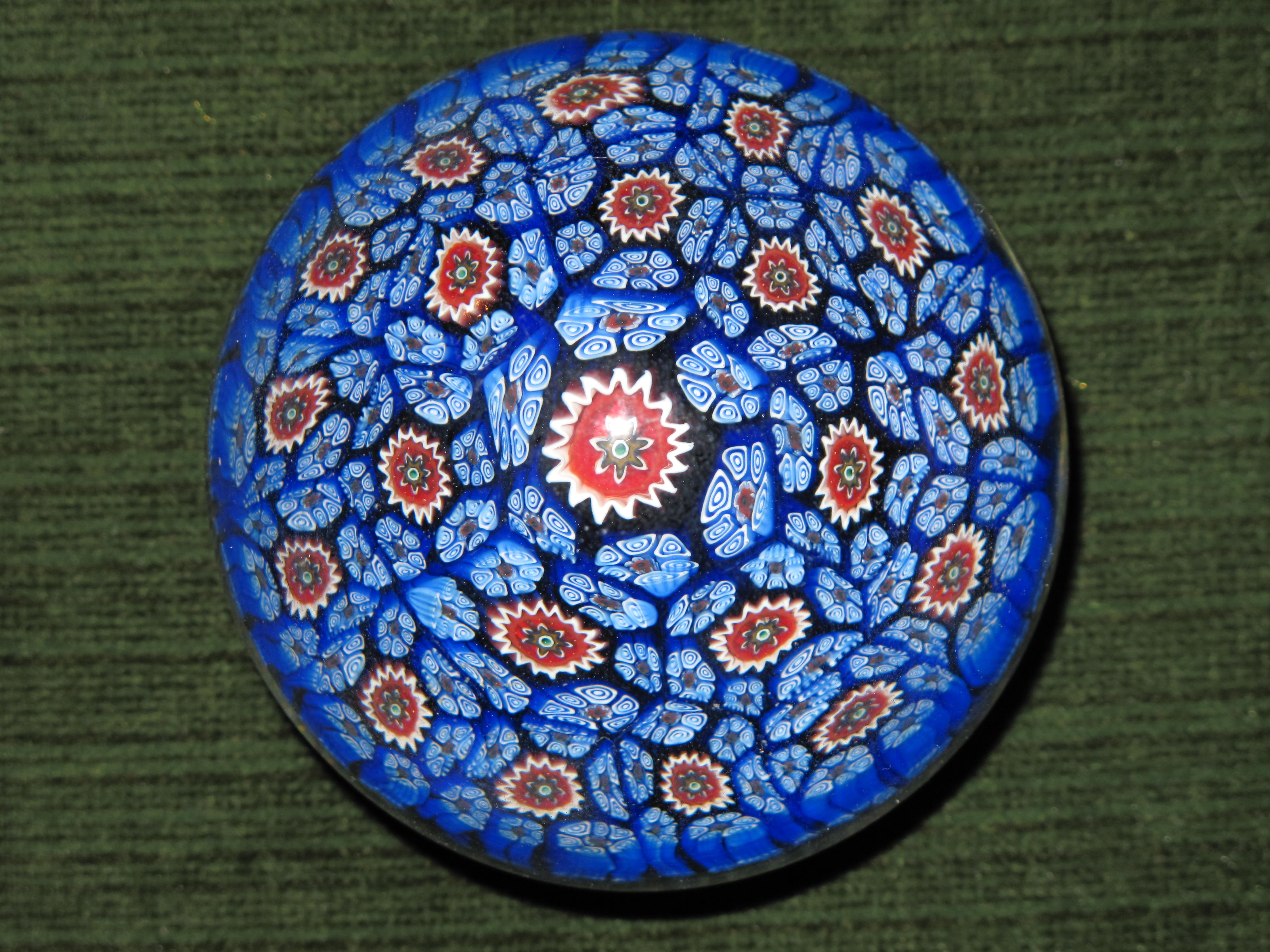
Briefbeschwerer, um 1950